# Mont Pipairo
Le mont Pipairo (ピパイロ岳, Pipairo-dake) est une montagne de 1 916 m d'altitude située dans les monts Hidaka dans l'île de Hokkaidō au Japon.